# Еджлі (Північна Дакота)
Еджлі (англ. Edgeley) — місто (англ. city) в США, в окрузі Ламур штату Північна Дакота. Населення — 585 осіб (2020).

## Географія
Еджлі розташоване за координатами 46°21′44″ пн. ш. 98°42′45″ зх. д. / 46.36222° пн. ш. 98.71250° зх. д. (46.362338, -98.712393).  За даними Бюро перепису населення США в 2010 році місто мало площу 1,95 км², уся площа — суходіл.

### Клімат
| Клімат : Еджлі           | Клімат : Еджлі | Клімат : Еджлі | Клімат : Еджлі | Клімат : Еджлі | Клімат : Еджлі | Клімат : Еджлі | Клімат : Еджлі | Клімат : Еджлі | Клімат : Еджлі | Клімат : Еджлі | Клімат : Еджлі | Клімат : Еджлі | Клімат : Еджлі |
| Показник                 | Січ.           | Лют.           | Бер.           | Квіт.          | Трав.          | Черв.          | Лип.           | Серп.          | Вер.           | Жовт.          | Лист.          | Груд.          | Рік            |
| Абсолютний максимум, °C  | 13,9           | 20,6           | 30,0           | 33,3           | 42,2           | 40,6           | 46,7           | 42,8           | 40,6           | 33,9           | 25,0           | 19,4           | 46,7           |
| Середній максимум, °C    | −6,1           | −2,8           | 2,8            | 12,8           | 19,4           | 24,4           | 27,8           | 27,8           | 21,7           | 13,9           | 3,3            | −4,4           | 11,8           |
| Середній мінімум, °C     | −16,7          | −13,3          | −7,2           | −0,6           | 6,1            | 11,7           | 13,9           | 13,3           | 7,8            | 0,6            | −6,7           | −14,4          | −0,4           |
| Абсолютний мінімум, °C   | −40,6          | −39,4          | −31,7          | −21,7          | −11,7          | −3,3           | 0,6            | −0,6           | −10            | −21,1          | −32,8          | −37,8          | −40,6          |
| Норма опадів, мм         | 14             | 9              | 28             | 39             | 77             | 83             | 66             | 70             | 62             | 43             | 19             | 8              | 518            |
| ------------------------ | -------------- | -------------- | -------------- | -------------- | -------------- | -------------- | -------------- | -------------- | -------------- | -------------- | -------------- | -------------- | -------------- |
| Джерело: Weather Channel |                |                |                |                |                |                |                |                |                |                |                |                |                |

## Демографія
Згідно з переписом 2010 року, у місті мешкали 563 особи в 262 домогосподарствах у складі 161 родини. Густота населення становила 289 осіб/км².  Було 313 помешкання (160/км²).
Расовий склад населення:
| - 99,5 % — білих - 0,2 % — азіатів |

До двох чи більше рас належало 0,2 %. Частка іспаномовних становила 1,2 % від усіх жителів.
За віковим діапазоном населення розподілялося таким чином: 20,1 % — особи молодші 18 років, 51,1 % — особи у віці 18—64 років, 28,8 % — особи у віці 65 років та старші. Медіана віку мешканця становила 51,3 року. На 100 осіб жіночої статі у місті припадало 95,5 чоловіків;  на 100 жінок у віці від 18 років та старших — 89,1 чоловіків також старших 18 років.
Середній дохід на одне домашнє господарство  становив 58 586 доларів США (медіана — 52 614), а середній дохід на одну сім'ю — 74 926 доларів (медіана — 70 714). Медіана доходів становила 47 500 доларів для чоловіків та 31 310 доларів для жінок. За межею бідності перебувало 9,5 % осіб, у тому числі 9,2 % дітей у віці до 18 років та 18,9 % осіб у віці 65 років та старших.
Цивільне працевлаштоване населення становило 335 осіб. Основні галузі зайнятості: освіта, охорона здоров'я та соціальна допомога — 19,4 %, будівництво — 13,1 %, виробництво — 12,5 %.